# Hopi
Hopi ([ˈhəʊpɪ] чит. «Хо́пи», по назв. одноименного североамериканского индейского племени, индекс не присваивался) — американская неуправляемая авиационная ракета средней дальности с термоядерной боевой частью. Предназначалась для оснащения самолётов палубной авиации. Была разработана во второй половине 1950-х гг. Испытательной станцией вооружения флота Главного управления вооружения ВМС США в Чайна-Лейк и Иниокерне, штат Калифорния. Работы по проекту прекращены 15 декабря 1958 года.

## Предыстория
Ракета «Хопи» была одним из элементов программы комплексного перевооружения ВМС США, которая включала в себя как неуправляемые авиационные ракеты, так и управляемые авиационные ракеты различного класса, противолодочные ракеты, исследовательские ракеты и образцы конвенционального ракетно-артиллерийского вооружения флота.

## История
Разработка
«Хопи» представляла собой дальнейшее развитие НАР «BOAR», также разработанной в Чайна-Лейк. Основными конструктивными отличиями от исходника были увеличившаяся масса и дальность действия, изменившиеся аэродинамические характеристики. Для снаряжения ракеты была предназначена термоядерная боевая часть W50, идентичная используемой на зенитных управляемых ракетах армейского комплекса противоракетной обороны Nike Zeus.
Испытания
Испытания ракеты велись в 1958 году. Уже в июне 1958 года авторитетное издание в сфере ракетостроения журнал Missiles and Rockets опубликовал материал, в котором со ссылкой на информированные источники в ВМС США сообщалось, что ракета уже вышла за пределы стадии научно-исследовательских и опытно-конструкторских работ. Дальнейшие работы над проектом были прекращены в декабре того же года и более не возобновлялись.

## Тактико-технические характеристики
Источники информации : 
Общие сведения
- Самолёт-носитель — North American FJ-4 Fury, Douglas AD Skyraider, Douglas A3D Skywarrior, Douglas A4D Skyhawk и аналоги
- Категории поражаемых целей — стационарные наземные объекты

Аэродинамические характеристики
- Аэродинамическая компоновочная схема — нормальная

Боевая часть
- Тип БЧ — термоядерная, W50
- Мощность БЧ — 60-400 кт
- Тип предохранительно-исполнительного механизма — мгновенного действия, срабатывание на контакт

Двигательная установка
- Тип ДУ — РДТТ